# Giancarlo Cornaggia-Medici
Giancarlo Cornaggia Medici (16 décembre 1904 à Dublin - 24 novembre 1970 à Milan) est un escrimeur italien pratiquant l'épée.

## Jeux olympiques
Giancarlo Cornaggia Medici remporte une médaille d'or en épée individuel aux Jeux olympiques d'été de 1932 à Los Angeles.
En 1928 et 1936, il remporte deux médailles d'or en équipe, et 1 médaille d'argent à l'épée, 1932.

## Palmarès
- Jeux olympiques d'été
  -  Médaille d'or à l'épée en individuel aux 1932
  -  Médaille d'or à l'épée en équipe aux 1928
  -  Médaille d'or à l'épée en équipe aux 1936
  -  Médaille d'argent à l'épée en équipe aux 1932